# Devakanta Barua

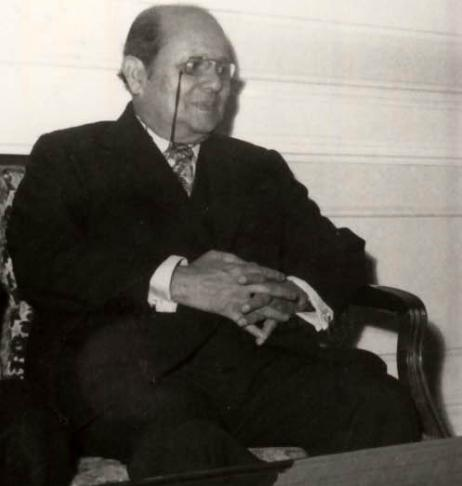
Dev Kant Baruah

Devakanta Barua (auch Dev Kant Baruah; assamesisch: দেৱকান্ত বৰুৱা, Devakānta Baruvā; * 22. Februar 1914 in Dibrugarh, Assam; † 28. Januar 1996 in Delhi) war ein indischer Politiker des Indischen Nationalkongresses (INC), dessen Präsident er von 1975 bis 1977 war.

## Biografie
Nach dem Schulbesuch in Guwahati und Nowgong studierte er an der Banaras Hindu University und war nach dem Studium in der Unabhängigkeitsbewegung tätig. Wegen dieser Tätigkeit wurde er 1940, 1941 sowie 1942 mehrfach festgenommen und war danach als Redakteur bei den Zeitungen Dainik Assamiya sowie Natun Assamiya tätig, wodurch er die öffentliche Meinung in Assam zu dieser Zeit mitprägte. Barua, ein Bewunderer der Werke von William Wordsworth, D. H. Lawrence und Rabindranath Thakur, war darüber hinaus als Dichter tätig und veröffentlichte unter anderem das Buch Sagar Dekhisa. Sein jüngerer Bruder war der renommierte Autor Navakanta Barua.
Seine politische Karriere begann 1949 mit der Wahl zum Mitglied der Konstituierenden Versammlung, der er bis 1951 angehörte. Im Anschluss war er Mitglied des Provisorischen Parlaments, ehe er 1952 zum Abgeordneten des Unterhauses (Lok Sabha) gewählt wurde und diesem in der ersten Legislaturperiode bis 1957 angehörte.
Im Anschluss wurde er 1957 Mitglied der Assam Legislative Assembly und gehörte dieser als Vertreter für den Wahlkreis Nowgong bis zu seinem Rücktritt 1966 an. Nachdem er von Juni 1957 bis September 1959 Parlamentssprecher war, war er von 1962 bis 1966 Minister für Bildung und Kooperation in der Regierung von Chief Minister Bimali Prasad Chaliha. 1967 wurde er erneut zum Mitglied der Assam Legislative Assembly gewählt.
Nach einer Tätigkeit als Vorsitzender des Unternehmens Oil India Limited wurde er am 1. Februar 1971 Gouverneur des Bundesstaates Bihar und bekleidete dieses Amt zwei Jahre bis Februar 1973. 1973 wurde er zum Mitglied des Oberhauses (Rajya Sabha) gewählt und gehörte diesem bis 1977 an. Kurz darauf wurde er 1973 von Premierministerin Indira Gandhi als Minister für Petroleum und Chemikalien in deren Kabinett berufen und bekleidete dieses Ministeramt bis 1974.
1975 übernahm er von Shankar Dayal Sharma die Funktion als Präsident des Indischen Nationalkongresses und bekleidete diese Funktion während des Notstandes bis 1977. Er war ein treuer Anhänger Indira Gandhis und preiste diese mit den Worten „Indira ist Indien, Indien ist Indira“.
Nach der vernichtenden Niederlage der Kongresspartei gegen die Janata Party bei den Wahlen zur Lok Sabha 1977, die zur Ernennung von Morarji Desai als Premierminister führte, verlor er 1977 das Amt als Präsident des INC. Seine Nachfolgerin als Parteipräsidentin wurde daraufhin Indira Gandhi, der am 14. Januar 1980 die erneute Wahl zur Ministerpräsidentin gelang.
Zwischen 1977 und 1979 war er abermals Mitglied der Lok Sabha.

## Reden
Nach seiner Wahl zum Parteipräsidenten auf dem Kongress der INC in Chandigarh hielt er 1975 eine Antrittsrede und sagte dabei:
„Nach dem letzten Viertel eines jahrhundertelangen Kampfes um Indiens Unabhängigkeit und allen unseren Konflikten mit den britischen Behörden, die in meiner Erinnerung sind, und denen vieler anderer, liegt der Wunsch einer Wiederbelebung Indiens. Wir fühlten, dass wir durch Aktionen und selbst auferlegte Leiden und Opfer, durch freiwilliges Begegnen von Risiken und Gefahren, durch das Verweigern der Anerkennung, was wir als böse und falsch betrachteten, die Batterie von Indiens Geist aufladen und es aus einem langen Schlaf aufwecken würden. Obwohl wir in einen fortwährenden Konflikt mit der britischen Regierung in Indien kamen, richteten sich unsere Augen stets in Richtung unseres Volkes. Ein politischer Vorteil hat seinen Wert nur insoweit als er diesem grundlegenden Zweck unsererseits half. Wegen dieses Regelungsbedürfnisses, agierten wir als Nicht-Politiker, bewegten uns nur in der Nähe von Politik, denn wenn wir es anders getan hätten, hätten die ausländischen und indischen Kritiker ihre Verwunderung über die Dummheit und Uneinsichtigkeit unseres Weges ausgedrückt. Ob wir dumm waren oder nicht, werden die Historiker in der Zukunft beurteilen. Wir griffen hoch und schauten weit.“